# Ramada Worldwide

Het logo van de keten

RAMADA Worldwide is een Amerikaanse hotelketen. Het merk maakt deel uit van de Wyndham Worldwide hotelgroep, een van de grootste hotelgroepen ter wereld met zo’n 6.500 hotels en in totaal ruim een half miljoen kamers. Met ongeveer 880 hotels en ongeveer 106.000 kamers vertegenwoordigt Ramada ongeveer 14 % van de hotelkamers van het hotelportfolio van Wyndham Worldwide. “Ramada” is Spaans en betekent letterlijk “voorzien van takken” (van “rama” = tak van een boom) en is een naam voor een schaduwrijke rustplaats aan de kant van het pad.

## Geschiedenis
In 1954 opende een groep investeerders een motel in Flagstaff, Arizona (VS) en vijf jaar later, in 1959, noemden ze zichzelf “Ramada” en verkochten ze hun eerste franchiselicentie.
In 1963 exploiteerde Ramada 40 hotels en opende het eerste hotel buiten de Verenigde Staten in Quebec, Canada in 1971 en het eerste Europese hotel in Brussel, België in 1973. In 1981 opende Ramada de eerste “Ramada Renaissance Hotels” in Denver (VS) en Hamburg (Duitsland). Twee jaar later, in 1983, werden de 35 Ramada-hotels buiten de Verenigde Staten samengevoegd onder ‘Ramada International’. Deze keten werd in 1985 verantwoordelijk voor de Ramada Renaissance hotels. Ramada kocht Roadways Inns International in 1987.
In 1989 splitste het bedrijf zich op in een hotel- en een casinobedrijf. New World Hotels Holding Ltd Hong Kong kocht de divisie Ramada & Renaissance Hotels. Een jaar later, in 1990, verkocht New World zijn Amerikaanse licentierechten aan Prime Motor Inn. Hospitality Franchise Systems (Cendant Corporation) verwierf deze rechten iets later van Prime Motor Inns. In 1991 exploiteerde Ramada International 110 hotels in 36 landen. Een jaar later, in 1992, verkocht New World zijn Canadese licentierechten aan Trans-America Inc., welke later door Cendant werden gekocht. In 1993 werd Renaissance Hotels & Resorts gelanceerd en beheerde Ramada International 72 hotels in 40 landen. Uiteindelijk kocht Marriott International in 1996 New World en in 1997 werd Renaissance Hotels & Resorts een merk van Marriott, waarbij de meerderheid van de Ramada-hotels werd omgedoopt tot Courtyard by Marriott en de portefeuille van Ramada International werd teruggebracht tot 26 hotels wereldwijd.
Ramada heeft “Ramada Garni” uit zijn portfolio verwijderd. Ramada International lanceerde Ramada Plaza als een premiumproduct en kreeg  een nieuwe huisstijl. In 2000 werd Treff Hotels partner voor Ramada in Duitsland en introduceerde het goedkope product Ramada Encore. Een jaar later, in 2001, werd Jarvis Hotels partner voor Ramada in Groot-Brittannië. In 2004 verkocht Marriott Ramada International en alle rechten op de naam Ramada aan Cendant, de rechthebbende voor Noord-Amerika. De individuele naamgevingsrechten bleven gescheiden. Cendant maakte de hoteldivisie in 2006 bekend als “Wyndham Worldwide”; Wyndham Worldwide heeft Corinthia Hotels verworven als partner voor zijn merken “RAMADA” en “ Wyndham Hotels ”.
Buiten Noord-Amerika wordt Ramada vertegenwoordigd door de volgende merken:
- RAMADA Plaza
- RAMADA Hotel
- RAMADA Inn
- RAMADA Limited

In de VS en Canada wordt Ramada vertegenwoordigd door de volgende merken:
- RAMADA Plaza (full-service hotels, midden tot hoge prijscategorie)
- RAMADA Hotel (hotels bij voorkeur gelegen in grote steden of zakenwijken)
- RAMADA Resort (hotels met focus op vakantie en ontspanning)
- RAMADA Encore (hotels voor prijsbewuste klanten met praktische inrichting)

## Ramada in Duitsland
Van 2000 tot 2014 was Hospitality Alliance AG Deutschland (tegenwoordig H-Hotels AG) uit Bad Arolsen de exclusieve partner in Duitsland en Zwitserland voor de ontwikkeling van het merk “RAMADA”. In het voorjaar van 2017 werden alle door H-Hotels AG geëxploiteerde hotels omgedoopt tot de eigen merken van de familiehotelgroep. Het bedrijf exploiteert nu 60 hotels in Duitsland, Oostenrijk en Zwitserland onder de eigen merken Hyperion, H4 Hotels, H2 Hotels, H+ Hotels, H.omes en H.ostels.
Sinds 2007 nemen de Ramada-hotels in Duitsland ook deel aan het Wyndham-klantenloyaliteitsprogramma.